# Thrigmopoeus truculentus
Thrigmopoeus truculentus is een spinnensoort uit de familie van de vogelspinnen (Theraphosidae).
De wetenschappelijke naam van de soort werd in 1899 gepubliceerd door Reginald Innes Pocock.
De soort komt voor in een strook langs de zuidwestelijke kust van India. De populatietrend is dalend. De spin staat op de Rode Lijst van de IUCN als gevoelig.